# Вэнуйеуо
Вэнуйеуо  (также Вэнуймуёяха, Венуйеуо, Вэнуй-Еуо, в верховьях — Вэнуй-Яха или Вэнуйяха) — река в России, протекает по Ямало-Ненецкому АО. Длина реки составляет 208 км. Площадь водосборного бассейна — 3770 км². 
Река берёт начало в центральной части полуострова Ямал на высоте более 44 м над уровнем моря. Преимущественно течёт в северо-восточном направлении по заболоченной озёрной тундре. В среднем течении берега местами обрывистые. Активно меандрирует. Принимает сток от многочисленных некрупных озёр своего бассейна. Перед устьем отделяется широкая протока Няавтаюн. Впадает с запада в Обскую губу в 22 км к юго-востоку от устья реки Сабетаяха. Перед устьем ширина реки достигает 222 м, а глубина — 3,9 м. Скорость течения в низовьях — 0,3 м/с, перед устьем река испытывает приливо-отливные течения.

## Основные притоки
Указаны поименованные притоки длиной 30 км и более .
| Название    | Расстояние от устья | Длина | Положение |
| ----------- | ------------------- | ----- | --------- |
| Хальмеръяха | 30                  | 45    | левый     |
| Томбойсё    | 73                  | 38    | левый     |
| Соёмыяха    | 107                 | 30    | правый    |
| Матюйяха    | 114                 | 132   | левый     |
| Ляруйяха    | 130                 | 36    | правый    |
| Ярасюрмыяха | 167                 | 45    | левый     |

## Данные водного реестра
По данным государственного водного реестра России относится к Нижнеобскому бассейновому округу, водохозяйственный участок — реки западного участка бассейна Обской губы, речной подбассейн реки — Обь ниже впадения Северной Сосьвы. Речной бассейн реки — (Нижняя) Обь от впадения Иртыша.
Код объекта в государственном водном реестре — 15020300312115300044324.